# Enlil-nirari
Enlil-nirari, nazvan po bogu Enlilu, bio je asirski kralj, sin kralja Ašur-ubalita I. te unuk Eribe-Adada I. Imao je sestru koja se udala za babilonskog kralja te nećaka koji je bio ubijen. Borio se protiv Kurigalzua II. Naslijedio ga je sin Arik-den-ili.